# Saint-Maur-des-Bois

Saint-Maur-des-Bois este o comună în departamentul Manche, Franța. În 1 ianuarie 2022 avea o populație de 157 de locuitori.